# NGC 769
NGC 769 est une galaxie spirale située dans la constellation du Triangle. NGC 769 a été découverte par l'astronome américain Truman Safford en 1866.

## Caractéristiques
Sa vitesse par rapport au fond diffus cosmologique est de 4 160 ± 36 km/s, ce qui correspond à une distance de Hubble de 61,4 ± 4,3 Mpc (∼200 millions d'al).
À ce jour, quatre mesures non basées sur le décalage vers le rouge (redshift) donnent une distance de 52,275 ± 2,681 Mpc (∼171 millions d'al), ce qui est légèrement à l'extérieur des valeurs de la distance de Hubble. Notons cependant que c'est avec la valeur moyenne des mesures indépendantes, lorsqu'elles existent, que la base de données NASA/IPAC calcule le diamètre d'une galaxie et qu'en conséquence le diamètre de NGC 769 pourrait être d'environ 16,0 kpc (∼52 200 al) si on utilisait la distance de Hubble pour le calculer.
En raison d'une brillance de surface égale à 11,91  mag/am2, on peut qualifier NGC 769 de galaxie présentant une brillance de surface élevée.